# Jig
Die Jig (französisch gigue) oder der Jig (irisch an port) ist sowohl ein lebhafter Volkstanz der gesamten Britischen Inseln als auch die zugrundeliegende Melodie. Im 16. Jahrhundert war er in England weit verbreitet, erst später wurde er zum typischen Tanz Irlands. Im Irish Folk ist die Jig nach dem Reel heute noch die beliebteste Tune-Art. Im Barock fand die Gigue als Teil der Suite auch Eingang in die Kunstmusik.
Der Tanz war ursprünglich hauptsächlich ein Solo-Stepptanz ähnlich der Hornpipe. Dies gilt für die dramatische Jig, die Morris Jig und bis heute für die Jigs im irischen Step Dance. Erst später wurden auch Kontratänze als Jig bezeichnet. Als Bezeichnung von Musikstücken findet sich der Name schon Ende des 16. Jahrhunderts.
Jüngere Jigs basieren auf einem Rhythmus aus zusammengesetzten Dreiertakten. Die rhythmische Grundeinheit hat die Dauer von drei Achtelnoten. Aus diesen Grundeinheiten ergeben sich dann zweizählige (6/8, Betonungsmuster schwer – leicht) oder dreizählige Takte (9/8, schwer – leicht – leicht). Die Melodien bestehen ganz überwiegend nur aus Achtelnoten (s. Notenbeispiel) oder aus Gruppen aus Viertel- und Achtelnote. Andere Notenwerte kommen außer am Ende einer Phrase praktisch nicht vor.
Üblicherweise gliedert sich eine Jig in zwei Teile zu acht Takten. Jeder Teil wird je einmal wiederholt (AABB). Diese Regel ist jedoch nur als grobe Richtlinie zu verstehen, da es gerade bei den Slip Jigs auch drei oder mehr Teile mit einer abweichenden Anzahl an Takten geben kann.

## England
“The first suit is hot and hasty, like a Scotch jig, and full as fantastical; the wedding, mannerly-modest, as a measure, full of state and ancientry; and then comes repentance, and with his bad legs falls into the cinquepace faster and faster, till he sink into his grave.”

### Die dramatische Jig

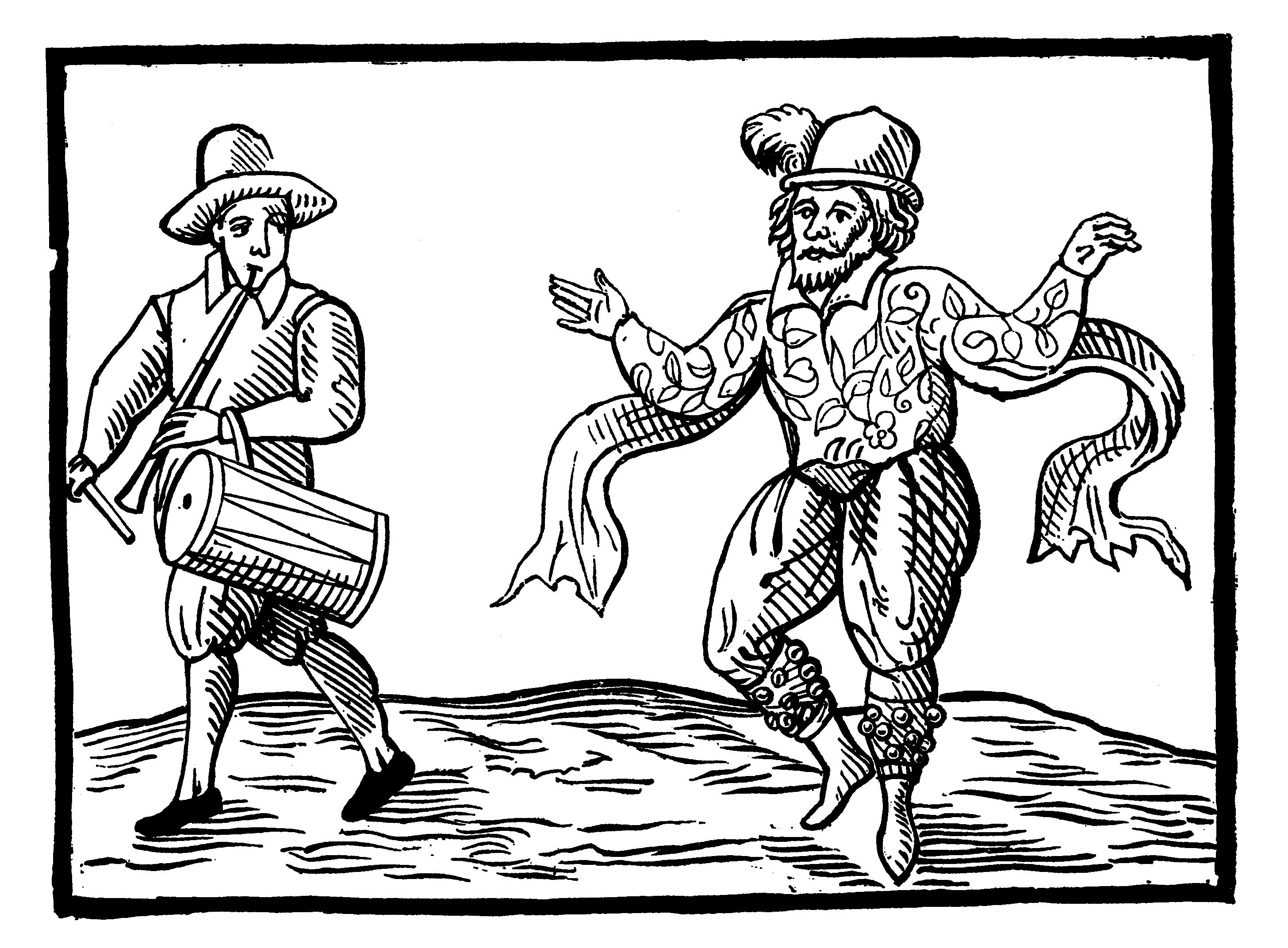
„Kempe’s Jig“, 1600

Bereits im 16. Jahrhundert war die Jig in England verbreitet. Berühmt wurde „Kempe’s Jig“: Der Tänzer und Schauspieler William Kempe (bekannt auch als „Will Kemp“) tanzte im Februar und März 1600 über hundert Meilen von London nach Norwich. Kempe war überhaupt berühmt für seine Jigs. Diese Jigs, auch Farce genannt, waren eine Art humoristisches Schauspiel, ähnlich der Commedia dell’arte, wobei allerdings der Tanz im Vordergrund stand. Kempes Vorgänger Richard Tarlton († 1588) hatte die Jig von einem volkstümlichen Tanz mit Gesang, den man auf den Dörfern z. B. zu Maifesten tanzte, weiterentwickelt zu dieser teils improvisierten, teils geschriebenen Mischung aus Tanz, Schauspiel und Gesang. Diese Jigs mit ihrem oft unanständigen Inhalt wurden damals regelmäßig als Nachspiel zu Theaterstücken aufgeführt. Sie waren beim Publikum außerordentlich beliebt und zogen oft mehr Zuschauer an als die eigentlichen Stücke. Die damit verbundene Unordnung war bald so groß, dass in Middlesex am 1. Oktober 1612 eine „Order for suppressinge of Jigges att the ende of Playes“ (Gesetz zur Unterdrückung von Jigs am Ende von Stücken) erlassen wurde.
Schritte und Bewegungen der volkstümlichen Jigs im 16. Jahrhundert sind nicht überliefert. Sicher ist lediglich, dass es sich immer um fröhliche, lebhafte Tänze handelte. Die Jig dieser Zeit lässt sich am ehesten dem Morris Dance oder Moriskentanz zuordnen.
Aus dieser Zeit stammen auch die ältesten erhaltenen Aufzeichnungen von Musikstücken, die die Bezeichnung Jig oder Gigg(e) tragen. William Byrds Lady Nevell’s Virginal Book von 1591 enthält ein Stück mit dem Titel A Galliards Gygge, das jedoch im 3/2-Takt steht, und stilistisch eher einer schnellen Galliard entspricht. Formal ist dieses Stück jedoch vierteilig mit verzierten Reprisen, plus eine komplette Variation in der gleichen Form; das ist ein deutlicher Unterschied zu den normalerweise dreiteiligen englischen Galliardas. Im Fitzwilliam Virginal Book gibt es mindestens fünf Gigges: Zwei von John Bull (darunter das berühmte Doctor Bull’s my selfe) und eine Gigg von Byrd stehen im schnellen 6/4-Takt mit häufigen Punktierungen und sind zweiteilig (mit verzierten Reprisen); diese drei Stücke entsprechen bereits dem später weitverbreiteten barocken Typus. A Gigge von Giles Farnaby und Nobody’s Gigge von seinem Sohn Richard Farnaby sind ausgesprochen virtuose Variationswerke im geradtaktigen, aber nicht sehr schnellen Allabreve-Takt. Auch in John Dowlands Manuskripten finden sich mehrere Jigs, z. B. Mrs Vauxes Gigge oder Mistris Winters Jumpe – sehr fröhliche Stücke, die formal einer Courante oder Volta ähneln. Es gab englische Jigs in den Taktarten 2/4, 2/2, 6/4, 6/8, 3/8, 9/8, 9/4.
Im 17. Jahrhundert gelangte die Jig auch nach Frankreich. Wahrscheinlich war es Jacques Gaultier, von 1619 bis 1649 Hoflautenist in London, der sie in die französische Lautenmusik einführte. In der französischen Schreibweise gigue fand sie Eingang in die Suite (vgl. „Gigue Angloise“ und „Gigue pour des Anglois“) und damit in die europäische Kunstmusik. Als Gesellschaftstanz scheint diese Gigue keine große Rolle gespielt zu haben. (→ Hauptartikel Gigue)

### Kontratanz
Im 17. Jahrhundert wird die Jig in die neuen Kontratänze integriert. John Playfords Sammlung „The English Dancing Master“ von 1651 enthält einige Jigs: Kemps Jegg (benannt nach William Kempe), Lord of Carnarvans Jegg, Millisons Jegge. Hier sind neben den Noten auch die Anleitungen für die zugehörigen Kontratänze abgedruckt. Die Melodien waren teilweise von älteren Farce-Jigs übernommen: Nobody’s Jig ist die Melodie des Farce-Jigs „Pickelherring“, und Kemps Jegg ist eine Variante von „Rowland“, dem berühmtesten dieser Stücke, das von Will Kempe aufgeführt wurde.
Bis zum Ende des 18. Jahrhunderts behielten Jigs einen festen Platz in den zahlreichen Sammlungen von Country Dances, gleichrangig mit anderen Tanzstücken wie Hornpipe und Morris Dances, etwa in John Walshs Sammlung The Third Book of The most Celebrated Jiggs, Lancashire Hornpipes, Scotch and Highland Lilts, Northern Frisks, Morris’s and Cheshire Rounds, with Hornpipes the Bagpipe manner, ca. 1730.

### Morris Jig

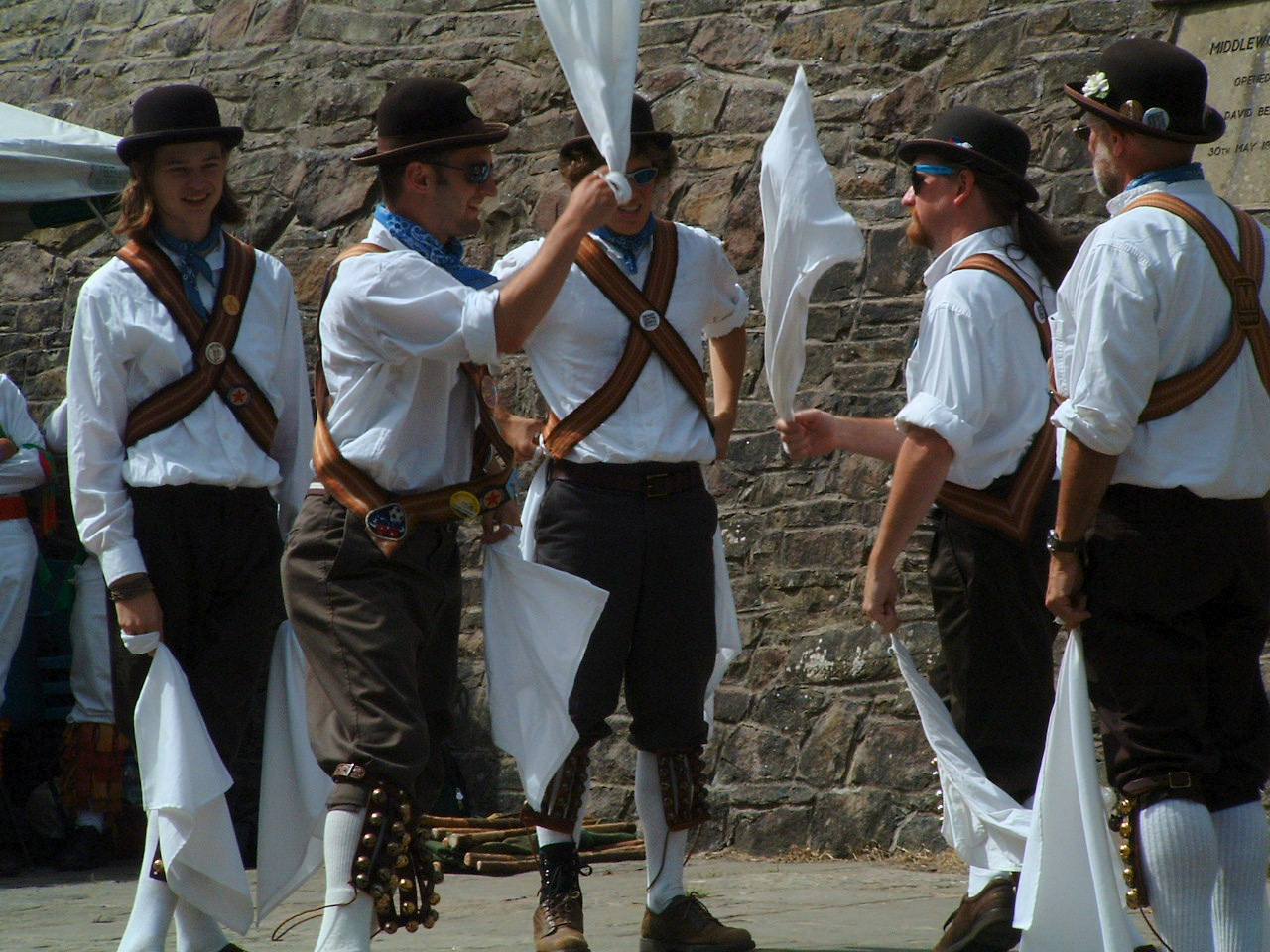
Eine „Side“ von Morris-Tänzern

In Südengland, besonders in Oxfordshire und Gloucestershire, findet sich bis heute diese hochentwickelte Art der Jig. Als Jig wird im Morris Dance ein Tanz bezeichnet, der von ein oder zwei männlichen Solisten getanzt wird. Getanzt wird mit den gewöhnlichen Schritten des Morris Dance. Der Tänzer löst sich aus seiner „Side“ genannten Gruppe von sechs Tänzern und wirft seinen Hut ab. So kann er sein Können zeigen und gewährt gleichzeitig den anderen Tänzern eine Pause.
Es gibt verschiedene besondere Jigs, bei denen der Tänzer etwa Taschentücher oder einen Stock in den Händen hält. Eine „Bacca-pipes“ genannte Form wird über langen, zerbrechlichen Tonpfeifen getanzt, die gekreuzt auf dem Boden liegen. Jigs, die über gekreuzten Gegenständen wie Peitschen, Dreschflegeln oder Besenstielen getanzt wurden, waren in Südengland auch unter dem Namen „Pater-o-pee“ verbreitet und ähneln sehr dem über gekreuzten Schwertern ausgeführten schottischen Solo-Schwerttanz.
Die verwendete Musik ist geradtaktig (2/2, 6/8) und besteht gewöhnlich aus zwei oder drei Abschnitten zu acht Takten. Sie wurde früher auf pipe and tabor, gleichbedeutend mit whittle and dub (Einhandflöte und Trommel, die gleichzeitig von einem Musiker gespielt werden) oder fiddle gespielt. Heute sind neben Fiddle und Trommeln auch Melodeons üblich.

## Irland

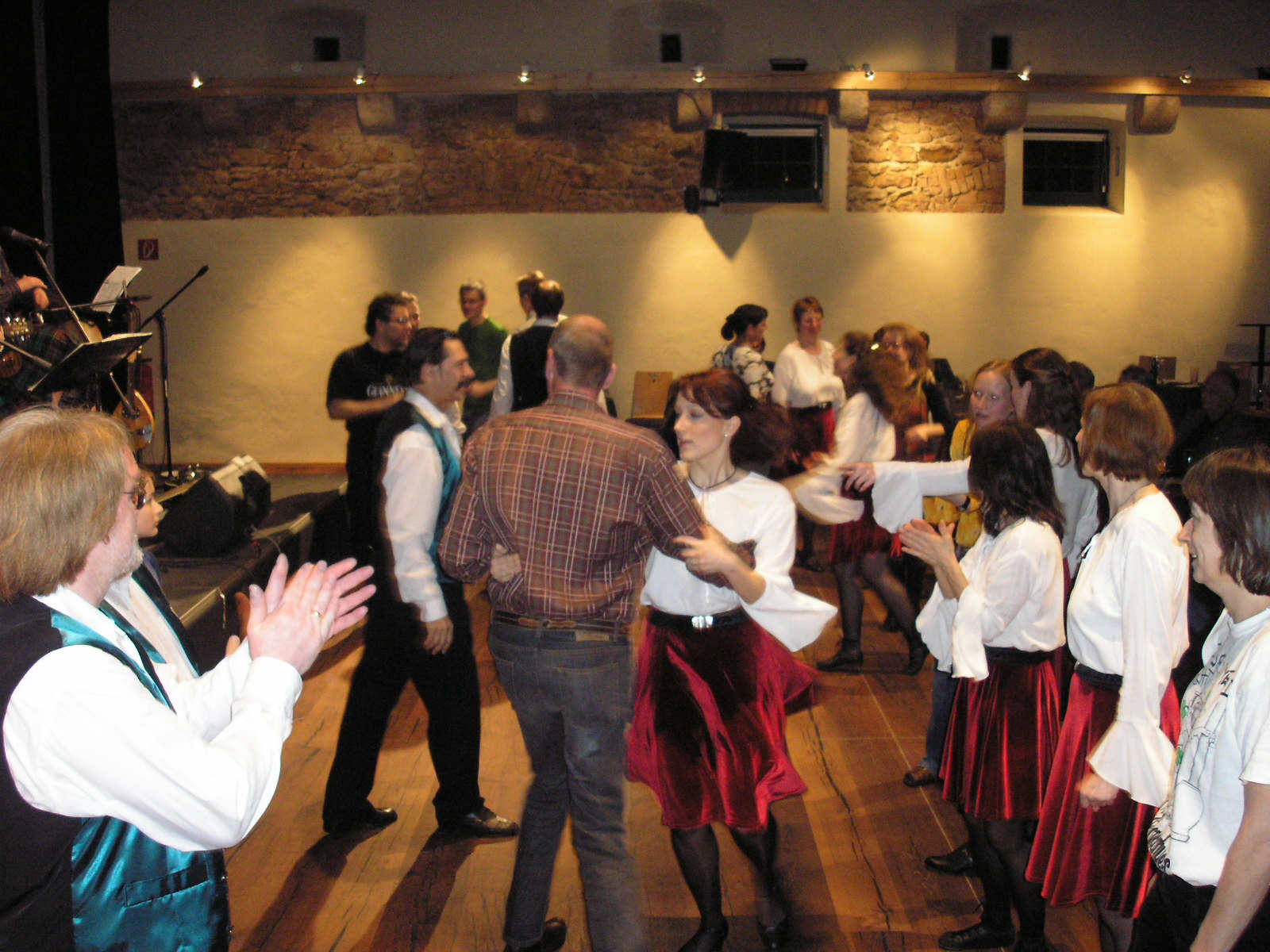
Céilí Dance: Haymaker’s Jig

Für Shakespeare galt die Jig noch als typisch schottisch. Bis zum 19. Jahrhundert hatte sich dann aber die feste Verbindung der Jigs mit Irland herausgebildet:

“Endearing Waltz! – to thy more melting tune

Bow Irish Jig, and ancient Rigadoon.

Scotch reels, avaunt! and Country-dance forego

Your future claims to each fantastic toe!”

Eine erste Erwähnung der Jig in Irland gab es bereits um 1569: Sir Henry Sydney äußerte in einem Brief an Königin Elizabeth seine Begeisterung über anglo-irische Damen, die „Irish jigs“ tanzen. In Martin’s Month’s Mind (einer puritanischen Schmähschrift der Marprelate-Kontroverse) werden 1589 „Irish Hayes, Jiggs, and Roundelays“ erwähnt. Dies sind aber vereinzelte Belege, die immer von Engländern stammen. Rein irische oder gälische Belege für die Jig gibt es in dieser Zeit nicht. Es ist sehr wahrscheinlich, dass die Engländer hier den ihnen vertrauten Begriff auf die lebhaften Tänze Irlands übertrugen.
Breandán Breathnach nimmt an, dass die Jig aus England nach Irland kam, möglicherweise schon im 16. Jahrhundert, und dass einheimische Märsche zu schnelleren Tanzmelodien wurden. Andere Melodien wurden aus England übernommen, und erst danach entstanden die zahllosen irischen Jigs, die heute einen wesentlichen Teil der irischen Tanzmusik ausmachen. (In Schottland ist die enge Beziehung zwischen alten Märschen und Jigs insbesondere in der Bagpipe-Musik gut nachweisbar.)
Im 18. Jahrhundert findet man in Irland die Jig in ihrer heutigen Form. O’Farrell’s „Collection of National Irish Music for the Union Pipes“ von 1804 enthält einige Jigs, die im späten 18. Jahrhundert verbreitet gewesen sein müssen, und von denen manche, wie When the Cock Crows it’s Day („Tá an coileach ag fogairt an lae“), noch heute gespielt werden.
Heute ist die Jig neben dem Reel der bedeutendste Tune-Typ im Irish Folk, sowohl in der Session-Musik als auch im Irish Dance. In Irland bildete sich eine weitere Untergliederung der Jig heraus, die es vorher nicht gab. In der Session-Musik kann man folgende Typen unterscheiden:
- Double Jig (6/8). Dies ist der häufigste Typ. Spricht man einfach von Jigs, so sind meist Double Jigs gemeint. Die Takte sind zweizählig, und jede Zählzeit besteht aus drei Achtelnoten. Das Tempo liegt üblicherweise bei 110 bis 127 bpm.
- Single Jig. Single Jigs unterscheiden sich von den Double Jigs dadurch, dass sie statt der Dreiergruppen von Achtelnoten auch Gruppen aus Viertelnote + Achtelnote enthalten. Sie werden im 12/8-, aber auch im 6/8-Takt notiert. Sie können vom Rhythmus her sehr einer triolisch gespielten Hornpipe ähneln.
- Slide (meist 12/8). Ein Slide ist, einfach ausgedrückt, ein schnell gespielter Single Jig (Tempo: um 137 bpm).[15] Slides sind eine Besonderheit des Südwestens von Irland (Provinz Munster), die sich im Stil geringfügig von den Single Jigs anderer Regionen unterscheiden. Slides werden hauptsächlich zu Set Dances gespielt.
- Slip Jig (9/8), auch Hop Jig genannt.[16] Auch hier kann man zwei Typen unterscheiden: schnellere, die aus Gruppen von Viertelnote + Achtelnote aufgebaut sind, und langsamere, die durchgehend aus Achtelnoten bestehen. (Gelegentlich wird die Bezeichnung Hop Jig für den ersten, Slip Jig für den zweiten Typ verwendet. Diese Unterscheidung ist aber bei Tänzern verbreiteter als bei Musikern.[17] Traditionell werden von Musikern beide Formen Slip Jig genannt.) Slip Jigs werden üblicherweise noch schneller gespielt als die anderen Typen, das Tempo liegt bei 144 bpm.

Jigs werden aufgrund ihrer Kürze normalerweise nicht als Einzelstücke gespielt. Stattdessen kombinieren Session-Musiker zwei oder mehrere Jigs (oder andere Tänze) zu einem Set fließend ineinander übergehender Melodien. Beliebt im neueren Irish Folk ist auch die Variation über die Instrumentierung. Dabei beginnt ein Instrument und wiederholt die jeweilige Jig immer wieder. Bei jeder Wiederholung stimmt ein weiteres Instrument ein und variiert die zugrundeliegende Melodie durch instrumententypische Verzierungen.
Im Irish Dance werden alle genannten Typen verwendet. Die übliche Einteilung der Tänze weicht etwas von der musikalischen ab:
- Light Jigs: in Soft Shoes mit Soloschritten (Musik: Double Jigs, 116 bpm)
- Heavy Jigs, auch Treble Jigs: in Hard Shoes, schnelle Steppschritte (Musik: etwas langsamere Double Jigs, 73 bis 92 bpm)
- Single Jigs: Soft-Shoe-Tanz mit Soloschritten
- Slip Jigs: meist nur von Frauen und Mädchen getanzte Soloschritte in Soft Shoes

Jigs werden sowohl als Solotanz als auch, mit einfacheren Schritten, als Set Dance getanzt.

### Beispiele

Double Jig: The Irish Washerwoman (18. Jahrhundert)

Single Jig: Off She Goes! (um 1800)

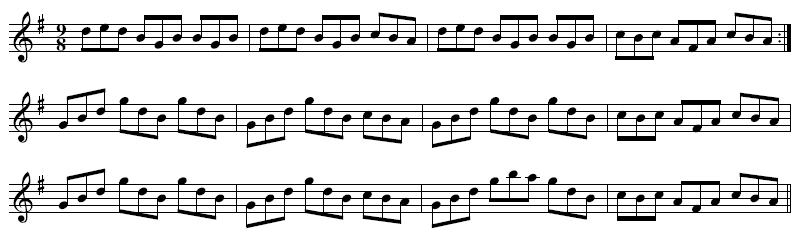
Slip Jig: Drops of Brandy (18. Jahrhundert)

## Schottland
Der älteste Beleg für das Wort Jig stammt vom Edinburgher Dichter Alexander Scott (ca. 1520–1582):

“sum luvis new cum to toun

with jeigis to mak thame joly;

sum luvis dance up and doun

To meiss thair malancoly.”

Im 17. Jahrhundert werden Scotch Jigs in englischen Quellen oft erwähnt. Wie diese Jigs genau beschaffen waren, ist unbekannt. Eine Tanzsammlung des 18. Jahrhunderts nennt einen Typ von Tänzen für zwei Personen „Cumberlands“. „Cumberlands“, so fährt der Schreiber fort, „wurden in den mittelländischen Grafschaften Schottlands Jigs, im Hochland und in den nördlichen Grafschaften Strathspeys genannt; wurden sie von zwei Männern mit Schwertern und runden Schilden getanzt, so hießen sie Sword-Dances.“ Dean-Smith hält es für möglich, dass die in England bewunderten Scotch Jigs die Ahnen der modernen Highland dances waren, zu denen auch Schwerttänze gehören.
In der schottischen Musik werden die Jigs nicht weiter unterteilt. Man findet 6/8- und 9/8-Jigs nebeneinander, ohne dass sie sprachlich unterschieden werden. Es wird praktisch immer von Jigs gesprochen, während irische Musiker Double, Single, Slip Jigs und Slides in der Regel konsequent unterscheiden.

### Scottish Country Dance
Im 18. Jahrhundert sind die aus England importierten Country Dances auch in Schottland zum vorherrschenden Gesellschaftstanz geworden. Getanzt wurde zu Jigs, aber auch zu den typisch schottischen Reels und zu den um 1750 aufkommenden Strathspeys. Zu diesen drei Rhythmen wird auch im modernen Scottish Country Dance getanzt.
Ursprünglich überwog der Reel (bzw. Stücke in geraden Takten, 2/4 oder 2/2). Das Drummond Castle Manuscript, überschrieben mit „A Collection of Country Dances written for the use of his Grace the Duke of Perth by Dav. Young, 1734“, enthält neben 40 geradtaktigen Stücken je etwa fünf Jigs im 6/8- und im 9/8-Takt. Im modernen Scottish Country Dance sind Jigs (heute immer 6/8), Reels und Strathspeys zahlenmäßig gleichbedeutend.
Die Trennung war dabei keineswegs streng, man konnte durchaus einen Reel zu einer Jig-Musik tanzen. Ein Beispiel ist The Reel of the Black Cocks, ein 2-Paar-Reel, der zu The Shaggy Grey Buck, einer Jig im 6/8-Takt, getanzt wurde. Aus der Sicht des Tänzers sind Jigs und Reels tatsächlich fast gleichwertig: Beide haben zweizählige Takte und das gleiche Tempo, und sie werden mit praktisch den gleichen Schritten getanzt.

### Bagpipe-Musik
In den gälischsprachigen Highlands hatten Jigs vor Aufkommen der Country Dances keine Bedeutung. Es gab dort allerdings auch vorher schon viele Melodien im 6/8-Takt, so dass die Jig hier leicht Eingang finden konnte.
Die erste Sammlung von Noten für die Great Highland Bagpipe war Joseph MacDonalds A Complete Theory of the Scots Highland Bagpipe; die erste gedruckte Sammlung wurde 1822 von Donald Macdonald veröffentlicht. Die frühen Sammlungen von Pipe-Musik enthalten viele Stücke im 6/8-Takt, von denen einige als Jig, viele aber als Marsch bezeichnet sind. Viele dieser Stücke wurden (und werden bis heute) gleichermaßen etwas schneller als Jig oder langsamer als Marsch gespielt. Ein Beispiel ist Gairm nan Coileach („der Hahnenschrei“), 1822 von Donald MacDonald unter dem gälischen Titel gedruckt, das später unter dem Titel The Cock of the North bekannt wurde. Ein weiteres Beispiel ist Pibroch of Donald Dhu. Diese Melodie, die heute sowohl als 6/8-Marsch als auch als Jig gespielt wird, geht auf eine Piobaireachd zurück, die wahrscheinlich aus dem 15. Jahrhundert stammt. Als Jig findet sich die Melodie auch außerhalb der schottischen Pipe-Musik, z. B. in O’Neills Music of Ireland unter dem Titel Black Donald the Piper.

Piobaireachd Dhomnuill Duibh – Black Donald’s March, Anfang der Grundmelodie (Urlar) der Piobaireachd-Version in moderner Notation (heute in 4/4, früher in 6/8 notiert)

Pibroch of Donald Dhu, Pipe Setting als 6/8-Marsch oder Jig, Part 1

Pibroch of Donald Dhu „Scotch Jig“ aus James Kerrs Collection of Merry Melodies for the Violin, Glasgow 1875

Gegen Ende des 19. Jahrhunderts verschwanden die Jigs weitgehend aus der Pipe-Musik. In um 1840 gedruckten Sammlungen waren noch 20 von 100 Stücken Jigs, um 1900 nur noch fünf. Als Tanzmusik wurden sie nicht mehr gebraucht, und in Wettbewerben spielten sie zunächst keine Rolle. Nur ganz wenige schottische Jigs, wie The Stable Boys und The Thief of Lochaber blieben erhalten – oft als Fingerübungen. P/M G. S. McLennan (1883–1927) schrieb 1910 als Anmerkung zu seiner Komposition Jig of Slurs:

I’m immensely fond of jig playing and consider it one of the finest methods possible for putting one into form. In fact one cannot play jigs unless in tip-top form … My 'Jig of Slurs’ I’m extremely proud of – not of course as a tune with a fine melody, but for it’s grand execution. I do not know of a tune – Piobaireachd or anything – which is nearly so difficult or requires such a nimble finger to play. The person who can play it through two or three times without missing a Slur has no cause to be ashamed of his fingers.

Inzwischen verstanden auch die Piper unter Jig meist Irish Jig, und irische Tunes wie Paddy Carey oder Cork Hill fanden Eingang in die Pipe-Musik, gefolgt von Neukompositionen im irischen Stil, wie Center’s Jig von James Center (1879–1919).
Nach 1930 gewannen Jigs wieder an Bedeutung: In Oban wurde erstmals eine Jig-Competition veranstaltet, und Pipe Major John Wilson äußerte später seine Verwunderung darüber, dass viele der besten Piper kaum Jigs kannten. Seither haben Jig-Competitions einen festen Platz bei Wettbewerben, und zahlreiche neue Pipe Jigs wurden komponiert, die – wie The Curlew – inzwischen schon wieder als klassisch gelten.

## Wortherkunft
Der Name des Tanzes erscheint zuerst in der englischen Sprache als Jig, Gigge, Jegge u. ä. Als Bezeichnung für eine ältere Form der Violine findet sich das Wort gigue bereits im 13. Jahrhundert im Lexikon des Johannes de Garlandia (von diesem Wort stammt mhd. gîge, deutsch Geige). Es ist möglich, dass der Name des Tanzes von diesem Instrument abgeleitet ist; genauso möglich ist eine Herleitung über das Verb to jig von altfrz. giguer „tanzen“. Für beide Herleitungen gibt es keine Belege. Das französische Wort Gigue für den Tanz wurde im 17. Jahrhundert aus dem Englischen übernommen.
Wahrscheinlich gehen sowohl der Name des Tanzes als auch der des Musikinstrumentes auf gigue in der Bedeutung „Schinken“, umgangssprachlich auch „Beine“ zurück. Die Geige erhielt diesen Spottnamen wegen ihrer ähnlichen, damals runden Form. Eine direkte, ebenso umgangssprachliche Herleitung des Verbs giguer „tanzen, hüpfen“ von „Schinken“ ist durchaus vorstellbar.

## Noten
- J. A. Fuller Maitland, W. Barclay Squire (Hrsg.): The Fitzwilliam Virginal Book. revised Dover Edition. 2 Bände. Korrigiert und hrsg. von Blanche Winogron. Dover Publications, New York 1979/1980.